# Gunnar Bongberg
John Bertil Gunnar Bongberg, född 19 januari 1914 i Karlstads landsförsamling, Värmlands län, död 20 april 1971 i Brämaregårdens församling, Göteborgs och Bohus län, var en svensk idrottsman och karikatyrtecknare.
Efter avslutad idrottskarriär i handboll och fotboll sökte sig Bongberg till Aftontidningen i Stockholm där han anställdes som tecknare. Han flyttade över till Ny Tid 1946 och blev Göteborgspressens ledande idrottstecknare. Bongberg medverkade i utställningen Tidningstecknare på Olsens konstsalong i Göteborg 1950 och samma år gav han ut boken Bongs bästa: Frejdigt, fritt och fräckt om 1950. Han använde signaturen Bong på sina teckningar